# Liste de revues juridiques françaises
 (avril 2025).
Cette page recense les revues juridiques françaises, classées par ordre alphabétique de leur abréviation officielle (s'il y en a une)
- Haut – A
- B
- C
- D
- E
- F
- G
- H
- I
- J
- K
- L
- M
- N
- O
- P
- Q
- R
- S
- T
- U
- V
- W
- X
- Y
- Z

## A
- Act. proc. coll. : Actualités des procédures collectives (LexisNexis)
- Administrer : Revue administrer
- Administrer : droit immobilier
- Administration publique : Revue française d'administration publique
- AFDI: Annuaire français de droit international
- Actualité juridique
  - AJ Collectivités territoriales : L'actualité juridique : Collectivités territoriales (Dalloz)
  - AJDA : L'Actualité juridique : Droit administratif (Dalloz)
  - AJDC : Actualité juridique du dommage corporel : éditeur scientifique
  - AJPI : L'Actualité juridique : Propriété immobilière, Paris : Éd. du Moniteur des travaux publics, 1955-1998
  - AJDI : l'actualité juridique, droit immobilier : la revue des praticiens de l'immobilier / Dalloz
  - AJ Famille : L'Actualité juridique : Famille, Paris (Dalloz)
  - AJFP : L'Actualité juridique : Fonction publique (Dalloz)
  - AJ Pénal : L'Actualité juridique : Pénal (Dalloz)
- Alyoda :  Revue électronique de jurisprudence de la cour administrative d'appel de Lyon
- Ann. loyers : Annales des loyers et de la propriété commerciale, rurale et immobilière (Edilaix)
- Archives Phil. dr. : Archives de la Philosophie du droit (Dalloz)
- Archives de la Philosophie du droit, Paris : Association française de philosophie du droit.

## B
- Bacaly : Bulletin des arrêts de la cour d’appel de Lyon
- Banque : Revue Banque
- Banque et Droit : Revue Banque et Droit
- BDCF : Bulletin des conclusions fiscales
- BICC : Bulletin d'information de la Cour de cassation
- BJDA : Bulletin juridique des assurances (LexisNexis)
- BJCL : Bulletin juridique des collectivités locales  (Paris : Ed. Formation entreprise)
- BJCP  : Bulletin juridique des contrats publics (EFE Éditions)
- BJDU  : Bulletin de jurisprudence de droit de l'urbanisme (EFE Éditions,  (ISSN 1292-0541) )
- BJE : Bulletin Joly des entreprises en difficulté (Joly Éditions)
- BJB : Bulletin Joly Bourse (Joly Éditions)
- BJS : Bulletin Joly Sociétés (Joly Éditions)
- BOCCRF : Bulletin officiel de la concurrence, de la consommation et de la répression des fraudes  Paris : Direction générale de la concurrence, de la consommation et de la répression des fraudes,  (ISSN 2109-9510)
- BRDA : Bulletin rapide de droit des affaires (éditions Francis Lefebvre)
- BTL : Bulletin des Transports et de la Logistique (éditions Wolters Kluwer)
- Bull. civ. : Bulletin des arrêts de la Cour de cassation : Chambres civiles
- Bull. crim. : Bulletin des arrêts de la Cour de cassation : Chambre criminelle, Paris :  les Éditions des Journaux officiels
- Bull. Joly : Bulletin mensuel Joly d'information des sociétés, Catalogue SUDOC (Lextenso)
- Bull. transp : Bulletin des transports
- Bull Officiel, Ministère de l'équipement, des transports, du logement, du tourisme et de la mer. Catalogue Sudoc

## C
- Cah. dr. eur. / CDE : Cahiers de droit européen (Bruylant, puis : De Boeck, aujourd'hui : Larcier) catalogue SUDOC
- Cah. dr. eur. / CDE. Cahiers de droit européen / [rédacteur en chef Jean-Victor Louis], trimestriel Catalogue SUDOC
- Cah. dr. entr. : Cahiers de droit de l'entreprise, bimestriel. (LexisNexis) Catalogue SUDOC
- Cah. dr. entr. : Cahiers de droit de l'entreprise / directeur de publication J.-M. Mousseron, trimestriel Catalogue SUDOC
- Cah. dr. fond. : Cahiers de la recherche sur les droits fondamentaux, catalogue SUDOC (Presses universitaires de Caen)
- Cahiers Jean Moulin
- CP : Les Cahiers Portalis, (2020-) Catalogue SUDOC Ressource en libre accès CAIRN (Presses universitaires d'Aix-Marseille)
- CCC : Contrats Concurrence Consommation Catalogue SUDOC (LexisNexis)
- CCE : Communication Commerce électronique Catalogue Archipel UTC (LexisNexis)
- Civitas Europa : Revue juridique sur l'évolution de la Nation et de l'état en Europe Catalogue SUDOC (IRENEE)
- CJEG : Cahiers juridiques de l'électricité et du gaz, (1951-2001). Catalogue SUDOC Paris (France)
- CMP : Contrats et marchés publics (LexisNexis)
- CSBP : Les Cahiers sociaux (Lextenso)

## D
- D. :Recueil Dalloz
  - DA : Recueil analytique de jurisprudence et de législation Dalloz (de 1941 à 1944)
  - DA :  Recueil Dalloz analytique et critique de doctrine, de jurisprudence et de législation (1945, 1er/2e cahiers (5/12 janv.)-1955, 7e cahier (19 févr.) catalogue SUDOC GALLICA
  - DC : Recueil critique de jurisprudence et de législation Dalloz (de 1941 à 1944)
  - DH :  Recueil hebdomadaire de jurisprudence Dalloz (avant 1941)
  - DP : Recueil périodique et critique mensuel Dalloz (avant 1941)
- D. Affaires : Dalloz Affaires
- Def. : Répertoire Defrénois (Lextenso)
- Dr et patri. : Droit et patrimoine (Lamy Liaisons)
- Dr fam. : Droit de la famille (LexisNexis)
- Dr fond. : Droits fondamentaux (Université Panthéon Assas Paris II)
- D.O. : droit ouvrier (éditions NVO)
- Dr pén. :Droit pénal (LexisNexis)
- Dr sociétés : Droit des sociétés (LexisNexis)
- Droit social : (Dalloz)
- Droits : Revue française de théorie, de philosophie et de cultures juridiques (PUF)
- Dr Voirie : Droit de la Voirie, la revue des propriétés publiques (Edilaix)

## E
- Europe : revue Europe (LexisNexis)

## F
- FI : revue Fiscalité Internationale (Éditions JFA Juristes & Fiscalistes Associés)
- Francophonie : Revue juridique et politique des états francophones

## G
- Gaz. Pal. : Gazette du Palais (Lextenso)

## I
- IBLJ : Revue de droit des affaires internationales (acronyme anglais) (Thomson Reuters)
- Inf. rap. copr. : Informations rapides de la copropriété (Edilaix)
- IP : revue Ingénierie Patrimoniale (Éditions JFA Juristes & Fiscalistes Associés)

## J
- JCP : Juris-Classeur périodique (La Semaine Juridique) (LexisNexis)
  - JCP A : Juris-Classeur périodique, édition administrations et collectivités territoriales
  - JCP E : Juris-Classeur périodique, édition entreprise
  - JCP G : Juris-Classeur périodique, édition générale
  - JCP N : Juris-Classeur périodique, édition notariale
  - JCP S : Juris-Classeur périodique, édition sociale
- JDA : Journal du droit administratif "Université Toulouse 1 Capitole"
- JDI : Journal de droit international "Clunet" (LexisNexis)
- Journal des Sociétés
- JSS : Journal Spécial des Sociétés

## L
- Leb. : Recueil Lebon (recueil des arrêts du Conseil d'État - Dalloz)
- LEDC : L'essentiel Droit des contrats (Lextenso)
- LEDEN : L'ESSENTIEL Droit des entreprises en difficulté (Lextenso)
- LEDIU : L'ESSENTIEL Droit de l'immobilier et urbanisme (Lextenso)
- Liaisons soc. : Liaisons sociales (Lamy Liaisons)
- Loyers et copr. : Revue Loyers et copropriété (LexisNexis)
- LPA : Les Petites Affiches (Lextenso)
- Lexbase : les Revues Lexbase(Lexbase)
  - Lexbase Social (en ligne chaque jeudi)
  - Lexbase Fiscal (en ligne chaque jeudi)
  - Lexbase Droit privé (en ligne chaque jeudi)
  - Lexbase Public (en ligne chaque jeudi)
  - Lexbase Affaires (en ligne chaque jeudi)
  - Lexbase Avocats (mensuel)
  - Lexbase Pénal (mensuel)
  - Lexbase Afrique Ohada' (mensuel)

## N
- NCCC : Nouveaux cahiers du Conseil constitutionnel (Dalloz) (jusqu'en 2018)[1]

## P
- PASC : Problèmes actuels de sciences criminelles (PUAM)
- PIBD : Propriété industrielle - Bulletin documentaire (INPI)
- Procédures : Revue Procédures (LexisNexis)
- Prop. indus. : Propriété industrielle (LexisNexis)
- Prop. intell. : Propriétés intellectuelles (IRPI - Université Panthéon-Assas)

## R
- RB : Revue Banque
- RBDI Revue belge de droit international
- RCA : Revue Responsabilité civile et assurances (LexisNexis)
- RDA :  Revue de droit d'Assas (Université Panthéon-Assas)
- RD bancaire et bourse : Revue de droit bancaire et de la bourse (jusqu'en 1999)
- RD banc. fin. : Revue de droit bancaire et financier (depuis 1999) (LexisNexis)
- RDC : Revue de droit canonique (depuis 1951)
- RDC : Revue des contrats (Lextenso)
- RDLF : Revue des droits et libertés fondamentaux
- RDI ou RD imm. : Revue de droit immobilier (Dalloz)
- RDP : Revue du droit public (Lextenso)
- RD rur. : Revue de droit rural (LexisNexis)
- RDS : Revue droit & santé (LEH Edition)
- RDSS : Revue de droit sanitaire et social (Dalloz)
- RDT : Revue de droit du travail (Dalloz)
- RD transp : Revue de droit des transports (LexisNexis)
- RED : Revue européenne du droit (Groupe d'études géopolitiques)
- REDC : Revue européenne de droit de la consommation / European Journal of Consumer Law (Larcier-Intersentia)
- Rev. Conc. consom. : Revue de la concurrence et de la consommation (La Documentation française)
- Rev. crit. DIP : Revue critique de droit international privé (Dalloz)
- RevDH : Revue des droits de l'homme
- RevDI : Revue du droit insolite
- Revue Concurrences (Concurrences)
- Revue libre de droit (revue en ligne libre d'accès)
- Rev. loyers : Revue des loyers (Lamy Liaisons)
- Rev. pénit. : Revue pénitentiaire et de droit pénal
- Rev. Phil. Droit : Revue de Philosophie du Droit (Boleine)
- Rev. proc. coll. : Revue des procédures collectives (LexisNexis)
- Rev. sociétés : Revue des sociétés (Dalloz)
- Riséo: Risques, Études et Observations
- RFDA : Revue française de droit administratif (Dalloz)
- RFDC : Revue française de droit constitutionnel (PUF)
- RFCDP : Revue française de criminologie et de droit pénal (Institut pour la justice)
- RFP : Revue fiscale du patrimoine (LexisNexis)
- RGAT : Revue générale des assurances terrestres (jusqu'en 1995)
- RGD : Revue générale du Droit
- RGDA : Revue générale du droit des assurances (à partir de 1996) (Lextenso)
- RGDIP : Revue générale de droit international public
- RGDM : Revue générale de droit médical (Les Études Hospitalières)
- RHDFE : Revue historique de droit français et étranger (Dalloz)
- RHFD : Revue d'histoire des Facultés de droit et de la culture juridique
- RICPTS : Revue internationale de criminologie et de police technique et scientifique (Polymedia)
- RID comp. : Revue internationale de droit comparé
- RID pén. : Revue internationale de droit pénal
- RIDA : Revue internationale du droit d'auteur
- RJ com. :Revue de jurisprudence commerciale (Lexbase)
- RJDA : Revue de jurisprudence de droit des affaires (éditions F. Lefebvre)
- RJE : Revue juridique de l'environnement  (Société Française pour le Droit de l'Environnement)
- RJSP : Revue des juristes de Sciences Po
- RJO : Revue juridique de l'ouest
- RJOI : Revue juridique de l'Océan Indien
- RJF : Revue de jurisprudence fiscale
- RJPF : Revue juridique personnes et famille (Lamy Liaisons)
- RJS : Revue de jurisprudence sociale (éd. Francis Lefebvre)
- RLC : Revue Lamy de la concurrence (Lamy Liaisons)
- RLDA : Revue Lamy droit des affaires (Lamy Liaisons)
- RLDC : Revue Lamy droit civil (Lamy Liaisons)
- RUE : Revue de l'Union européenne (ex-RMCUE :Revue du Marché commun et de l'Union européenne) (Dalloz)
- RPDS : Revue pratique de droit social (éditions NVO)
- RRJ : Revue de la recherche juridique (PUAM)
- RSC : Revue de science criminelle sudoc (Dalloz)
- RSDA : Revue semestrielle de droit animalier (revue en ligne libre d'accès)
- RTD civ. : Revue trimestrielle de droit civil (Dalloz)
- RTD com. : Revue trimestrielle de droit commercial sudoc (Dalloz)
- RTD eur. : Revue trimestrielle de droit européen sudoc (Dalloz)
- RTDF: Revue trimestrielle de droit financier (Lexbase)

## S
- S. :  Recueil Sirey (jusqu'en 1965)

## T
- Tribonien. Revue critique de législation et de jurisprudence